# ۹۹ (کمیک)
۹۹ (عربی: الـ۹۹‎ یا التسعة وتسعون) یک کتاب کمیک اثر نایف المطوع است. این کمیک که توسط شرکت تشکیل کمیکس منتشر شده، دربارهٔ تیمی از ابرقهرمانان با توانایی‌های ویژه بر اساس ۹۹ صفت خداوند در اسلام است.
کاراکترهای این اثر عبارتند از دکتر رمزی، محقق و فعال اجتماعی به همراه ۹۹ جوان (که بعضی از آنها کودک هستند) با توانایی‌های ویژه ای که توسط سنگ‌های قیمتی «نور» به آنها اعطا شده است. شخصیت‌های شرور داستان تحت رهبری و هدایت روگل تشنه قدرت هستند که به دنبال ربودن قدرت سنگ‌های نور و حاملان آنها برای منافع شخصی خود است. ۹۹ قهرمان داستان به رهبری دکتر رمزی در جستجوی عدالت اجتماعی و صلح در برابر نیروهای هرج‌ومرج‌ساز و شرور هستند.

## جوایز و افتخارات
- ۹۹ در آوریل ۲۰۰۹، در «بازار ایده‌ها» ی ائتلاف تمدن‌های سازمان ملل متحد مورد تقدیر قرار گرفت.
- المطوع در ماه مه ۲۰۰۹، در مجمع جهانی اقتصاد، «جایزه بنیاد شواب برای کارآفرینی اجتماعی» را برای این اثر دریافت کرد.
- در جولای ۲۰۰۹، ۹۹ جایزه الیوت-پیرسون را برای برتری در رسانه‌های کودکان از دانشگاه تافتز دریافت کرد.[۱]
- در ژانویه ۲۰۱۵، المطوع جایزه اقتصاد اسلامی ۲۰۱۴ را در رده رسانه از محمد بن راشد آل مکتوم دریافت کرد.[۲]
- المطوع به دلیل ایجاد کتاب ۹۹، از سال ۲۰۰۹ تا ۲۰۱۸ هر سال توسط مرکز مطالعات استراتژیک سلطنتی اسلامی به عنوان یکی از ۵۰۰ مسلمان تأثیرگذار برگزیده شده است.[۳]